# 사메지마 사건
사메지마 사건(일본어: 鮫島事件 사메지마지켄[*]) 또는 사메지마 괴담이란 2채널이 발신지라고 생각되는 인터넷 괴담의 일종이다. 그 진위여부에 대해서는 의견이 분분하나, 현재는 인터넷에서 발생한 도시전설로서 실제 일어난 사건은 아니라고 한다. 

## 내용
1999년 일본에서 처음으로 등장한 인터넷 괴담의 일종으로, 사메지마란 아이디로 웹 사이트에 아동포르노, 스너프 필름 등 반사회적인 영상물들을 지속적으로 공급하던 업자가 있었는데, 그 내용이 너무나 충격적이어서 많은 인터넷 유저들이 사메지마의 정체를 궁금해 했다. 사메지마가 공급하던 동영상들은 시간이 지나면서 점점 도를 넘어선 반인륜적 내용으로 채워져 많은 사람들을 분노케 하였는데, 마침내 어느 인터넷유저가 개인직거래를 미끼로 사메지마를 불러내어 정체를 알아내기로 결심하고, 인터넷상에 동조자를 모집하였다. 정의감에 충만한 이들은 불러낸 사메지마를 가볍게 응징할 생각이었지만, 거래장소에 나온 "사메지마"를 만나자 응징은 집단구타(린치)로 이어지고, 동조자중 한 명이 그 처참한 광경을 캠코더에 담아 인터넷에 올리게 된다. 구타당한 사메지마는 그만 죽고 마는데, 수일 후에 이 동영상이 올려진 웹사이트에 스스로를 "사메지마"로 밝힌 인터넷 유저가 복수를 다짐하는 글을 올린다. 그 후, 진짜 사메지마로부터의 보복을 두려워한 가담자들은 서로 연락을 끊고 뿔뿔이 흩어졌으나, 차례 차례로 사메지마로부터 보복을 당해 살해된다는 이야기. 나중에 이 사건에 국가공안위원회등 정부기관이 직접 개입하여 일체의 증거물-사메지마가 올린 동영상, 관련 게시물, 린치살해 동영상, 해당 웹사이트-등을 폐기처분하고, 사건전체의 내막을 은폐하려 한다는 내용이다. 정부의 이러한 태도는 "사메지마의 정체"와 사회적 파장이 큰 반인륜적 내용이 가져올 파급효과에 대한 두려움 때문이라고 해석되고 있다.
사메지마 사건의 진실은, 2ch이 아닌 더 언더그라운드의 사이트에서 일어난 일이다. 
그 사이트에 사메지마라는 ID를 사용하던 사람은 스너프 필름을 팔았다. 몇 개나 되는진 아무도 몰랐지만 모두 장애인이나 자신의 의사를 표현할 수 없는
아이들이 죽임과 강간을 당하는 내용의 비디오였다. 
그 사이트의 이용자들은 그 비디오를 판매하는 사메지마라는 남자에게 물었다,"그 비디오에 찍힌 남자가 누군지 아느냐?"
그러나 사메지마 본인이 함구하고 피했다. 그것이 게시판 사용자들을 터무니없는 상상이자 사실일지도 모르는 생각을 했다. 
저 남자가 비디오에서 아이들을 괴롭히고 죽인 그 주인공일지도 모른다. 라고. 
그리하여, 한 정의감 넘치는 사람이 역 앞으로 사메지마를 불러왔다. 물론 그의 패거리도 함께. 
그리고 그때부터 피의 복수가 시작되었다. 사메지마가 린치당하는 과정은 인터넷에 실황으로 중계되었다. 
사메지마 사건과 함께 나오는 것은 린치를 가하던 사람들이 찍은 피의사진 16장이다. 현재는 당시의 동영상은 폐기되어 존재하지 않는다. 
사메지마를 린치하면서 찍은 사진인데, 제일 처음 사진은 역 앞 간판을 찍은 사진에서부터 마지막은 사메지마의 잘게 잘린 손가락으로 끝난다. 
그리고, 그 린치가 끝난 뒤. 인터넷에 접속한 가해자들은 놀랄수밖에 없었다. 
자신들이 죽인 남자는 사메지마가 아니었다. 그를 사칭한 사람이었을 뿐. 진짜 사메지마는 사람들이 실황으로 자신을 사칭한 자를 죽이는 
사진을 보고 분노했다. 그리고 글을 올렸다 "저 사건에 가담한 사람들, 죽인다. " 라고. 
그리고 그 린치에 가담한 사람 여섯명이 죽었다. 사인은 갖가지였다. 모두 타살. 
모두가 사메지마가 죽였을 거라고 생각하고, 사메지마가 죽였다고 믿었다. 물론 의심의 여지가 없었다. 
그 일에 놀란 사람들은 사메지마를 금기라고 생각하게 되었다. 
그리고 한참이 지나 잠잠해진 지금도 2ch에서 사메지마가 금기인 이유는, 2ch 운영자인 히로유키가 사메지마 사건에 가담했기 때문에 
본인의 두려움때문이라고 한다.

## 해석
사메지마 괴담은 종래 구전되어 오던 유언비어나 괴소문 등이 인터넷이라는 신종매체를 타고 현실적인 힘을 얻게 된 대표적인 사례라고 할 수 있다. 증명되지 않는 내용의 괴담이 그것을 음모론과 연결짓는 조류